# Janusz Starża
Janusz Starża (* 1240; † 1295) war von 1271 bis 1283 der Woiwode von Sandomierz und von 1284 bis 1285 Kastellan von Krakau.
Außerdem war er von 1256 bis 1258 Hofvogt der Herzogin von Krakau, von 1262 bis 1264 Kastellan von Radom und 1268 Kastellan von Lublin.
Er war in den Jahren 1282 und 1285 einer der Anführer der Aufstände gegen Leszek Czarny.